# سكيب مارتن
سكيب مارتن (بالإنجليزية: Skip Martin)‏ هو عازف جاز أمريكي، ولد في 14 مايو 1916 في روبنسون في الولايات المتحدة، وتوفي في 12 فبراير 1976 في هوليوود في الولايات المتحدة.

## وصلات خارجية
- سكيب مارتن على موقع IMDb (الإنجليزية)
- سكيب مارتن على موقع ميوزك برينز (الإنجليزية)
- سكيب مارتن على موقع ديسكوغز (الإنجليزية)
- سكيب مارتن على موقع ديسكوغز (الإنجليزية)
- سكيب مارتن على موقع قاعدة بيانات الفيلم (الإنجليزية)